# Шеметово (деревня, Мядельский район)
Шеметово (бел. Шэметава) — деревня в Мядельском районе Минской области Беларуси. Входит в состав Занарочского сельсовета. Население 26 человек (2009).

## География
Шеметово находится в 10 км к востоку от посёлка Свирь и в 25 км к юго-западу от центра города Мядель. Рядом с деревней протекает река Большой Перекоп (Малиновка), впадающая в озеро Свирь. Южнее деревни проходит автодорога Занарочь — Свирь — Лынтупы.

## История

### Эпоха феодализма
Местечко и имение (фольварок) Шеметово издревле принадлежали состоятельному роду Шеметов (Szemettów) герба «Лебедь». 
«Среди боров, которые простирались от озера Свирь, лежит Шеметово, владение от древнего литвинского роду Шеметов происходящее и названное их фамилий, а со временем к различным известным здешним родам переходящее», — писал Игнатий Ходько в книге «Особняки на Антоколе» (1854) из серии «Литовские образы». 
Затем Шеметово перешло в собственность ошмянского подкоморника Адама Боского, герба «Ясеньчик». У него не было детей и после его смерти, Шеметово перешло к его сестре Екатерине из Боских Каспаровой Швыковской. Её дочь Софья из Швыковских Янова Стабровская вместе с сыном Каспаром продаёт Шеметово в 1638 гг. Петру-Павлу и Анне из Киевичей Пшездецким герба «Рох ІІІ». Затем Шеметово переходит к их сыну новогрудскому каштеляну Николаю Владиславу (ум. в 1683 г.), а потом к его дочери Сусанны Криштофовой Зеновичевой, воеводине минской.
В «Подымных реестрах Виленского воеводства» за 1690 год есть следующая запись: «В парафии свирской Шеметовщизна со Спяглом, Свинкой, Засвирем и прочими фольварками: вельм. его мил. пан Криштоф из Братошина Деспот Зенович, писарь ВКЛ, староста ошмянский: в 1667 г. −23 дымов, в 1690—131 дымов».
Минский воевода Криштоф Деспот-Зенович умер в 1717 году. Тереса Зеновичевна вышла замуж за Кароля Сулистровского (ум. 1749 г.) герба «Любич» и Шеметово досталось её сыну Алоизу Сулистровскому, писарю литовскому. Жена была Антонина из Аскерков (род. в 1740 г.).
В шеметовскую усадьбу к Алоизу Сулитровскому приезжал в гости князь Кароль Радзивилл «Пане Коханку» . Согласно реляции Игнатия Ходзьки, князя встречали по-королевски. При въезде в усадьбу прогремели залпы из нескольких мортир. Вдоль всей дороги горели свечи на дощечках, поставленных на воде и прикреплённых ко дну (свечи Сулистровский предварительно собрал почти со всех виленских костелов). В конце дороги утопал в огнях усадебный дом, на щите которого высвечивалась монограмма князя. После ужина, Сулистровский распахнул все окна и показал свой сказочно освещённый сад. Затем зажглись в небе огни праздничного салюта. Забавы и праздничные гулянья по причине визита князя продолжались несколько дней, было выпито много бочек мёда.
В произведении И. Ходзько «Записки квестора» описываются события Полоцкого сеймика 1788, на котором Алоиз Сулистровский сыграл значительную роль. Алоиз также принимал активное участие в восстании Тадеуша Костюшко (1794 год), являлся членом виленской Наивысшей Народной Рады и варшавской. После поражения восстания скрылся во Флоренции.
От Алоиза Сулистровского Шеметово перешло к его сыну Казимиру († 1818), который был статским советником (1809—1813, 1815—1818) и предводителем дворянства Виленской губернии (1809—1815), занимал должность Минского губернатора (1816—1818). Являлся организатором и вице-президентом Библейского общества в Минске (1817). У Казимира Сулистровского был сын Александр и две дочери: Антонина Сулистровская-Снедецкая и Констанция Сулистровская-Скирмунт.

Непродолжительное время имением в Шеметово владел сын Казимира — Александр Сулистровский. Про него можно узнать из мемуаров Габриелы Пузыни (1815—1869), владелицы имения Добровляны, следующее:
«Эпизодом, оживившим нашу околицу в 1828 году был весьма неожиданный приезд целой труппы Турниеров в Шеметово (две мили от нас), где молодой хозяин Александр Сулистровский, толлько что избавившийся от опеки, а значит восемнадцатилетний, начинал свое управление имением с приглашения в деревню на целое лето конных артистов, плененный обоянием панны Аделаиды, дочери антрепринера, с которой ранее познакомился в Вильне. Ни о чём более не было разговоров в тех местах и в имениях на целом полоцком тракте, как о приезде Турниеров в Шеметово с лошадьми, с конюхами, и все это за счет молодого хозяина, потакающего своей королеве амазонок. […] Езда, турниры, праздники […]. Молодой хозяин наверняка потерял голову и чужестранная свора ни в чём не знала отказа. Он свою домашнюю сокровищницу открыл для них, а фамильные реликвии, которые собирались веками и поколениями, которые служили для угощений князю „Пане Коханку“ в том же самом Шеметове […] в течение минуты переходили из рук бестолкового внука и правнука в недостойные и чужеземные руки. За каждое слово, каждый тост, за каждый взгляд и улыбку панны Аделаиды раздавались драгоценные чаши (затейливые винные кубки с крышками), турецкие седла, польские жёнды (конская сбруя), сабли и булавы, оцененные за качество драгоценных металлов и камней теми простыми людьми-чужестранцами, привыкшими брать, чтобы пускать на ветер. С ужасом смотрели на это соседи, со слезами на глазах — старые слуги, которые не могли удержать панича, похоже пьяного от вина и любви, щедро раздавал семейные и краевые реликвии».
Сильное увлечение для молодого Сулистровского окончилось психическим расстройством, а имущество перешло к его сестре Констанции Сулистровской. От Констанции Шеметово в качестве приданого перешло к Александру Скирмунту (1798 −1870), родовый герб «Дуб». Венчание «прелестной Костуси» с Александром состоялось осенью 1823 г. в Воронянском костеле, а свадьба — в Чурленах на Вилейщине. Александр владел большими имениями на Пинщине (Молодово, Поречье), был хорошо образован и преуспел в развитии промышленного предпринимательства. В семье Александра Скирмунта было шесть сыновей и пять дочерей.
В 1830 году на землях бывшей Речи Посполитой вспыхнуло национально-освободительное восстание, которое было жестоко подавлено царскими войсками. Перед судом предстали жители Шеметова — К.Смоленский, Спарский, Снедецкий, И.Соколовский, И.Соломин, академик И.Сапотько. Из соседнего Станиславова — майор Вильгельм Холецкий, Марат Шевчик, И.Шостак и студент Петр Шостакович — дедушка известного композитора Дмитрия Шостаковича.
В 1861 году имение Шеметовщизна принадлежало помещице Скирмунтовой. В имении числилось 282 крепостных душ мужского пола и 64 издельных дворов. Всего удобной земли в имении было 960 десятин (по 3,5 десятины на душу). Натуральные повинности отбывались с каждого двора: 2 дня для вывозки навоза, по ½ гуся, 4 курицы, 30 яиц, 60 грибов, поочерёдный караул, мытьё белья 2 дня.. Пригона выполнялось по 104 дня со двора для крепостных мужского и женского пола. Сгона было по 5 дней для рабочих душ мужского пола

### Эпоха капитализма

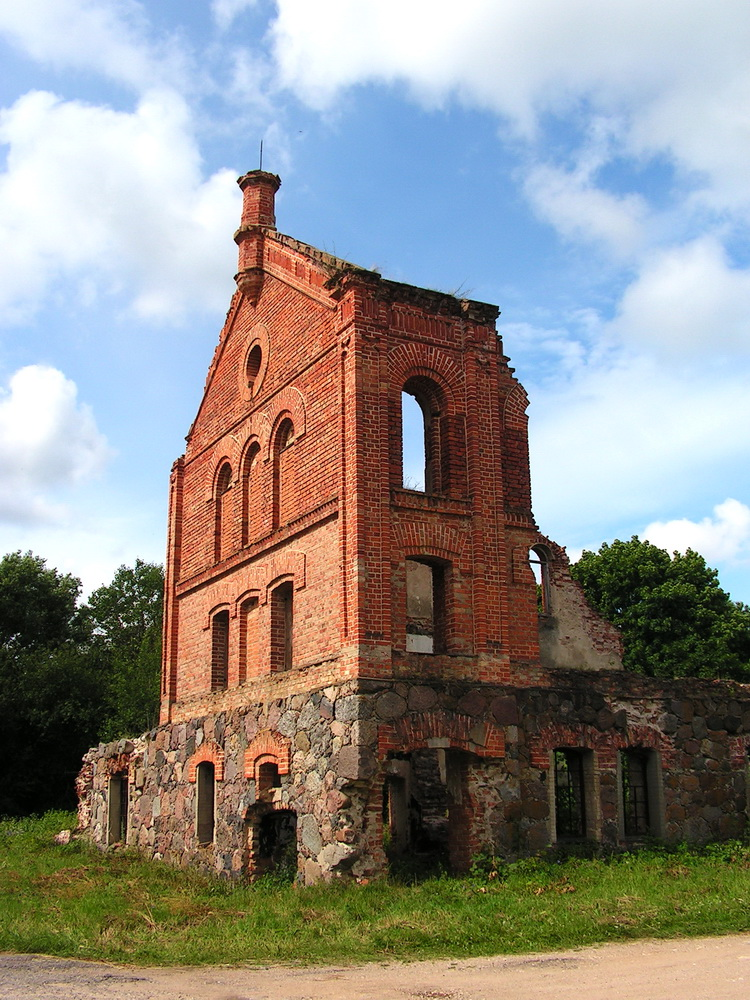
Руины винокурни

Во время восстания 1863 года, для покрытия убытков царскими властями был введён целый ряд налогов и контрибуций. Среди имений, которым надлежало уплатить 10 % налог, было и имение Шеметово пана Скирмунта. По тем временам это была очень большая сумма — 1710 рублей 10 копеек. Известно, что в восстании 1863 года принимал участие крестьянин из Шеметова Кулишов.
С 1872 года владельцем Шеметово стал Константин Скирмунт (1828—1880), который был женат на Габриеле Умястовской. Помимо Шеметова, им ещё принадлежали имения Волчино и Островляны. Последним владельцем Шеметова был их сын Болеслав Скирмунт (1866—1942)Запись о рождении Болеслава Константина Альберта Скирмунта 31.01.1866 года, женатый на Гелене Хлоповской.
Мария Скирмунт-Твардовская (ум. в 1907 г.) издала научную работу по флоре из окрестностей Шеметово.
Значительного уровня развития Шеметово достигло во второй половине XIX века. В «Географическом словаре Королевства Польского и других словянских стран» (Т.11) рассказывается про Шеметово следующее: «Местечко, фольварок, имение над рекой Шеметовкой Свенцянского повета… парафии католической Свирской, в 52 или 53 верстах от Свенцян».
В 1864 году было открыто Шеметовское народное училище. В 1885 году в нём насчитывалось 58 учеников. В 1896/1897 учебном году здесь училось 66 детей, в 1900/1901 — 54 ученика. В конце XIX — начале XX века детей учил Георгий Гринцевич.
В 1890 году в местечке было 23 дыма и 233 жителей, из них 16 православных, 213 католиков и 4 еврея. В местечке располагалось волостное правление. Шеметовский сельский округ, помимо самого местечка Шеметово, включал в себя следующие деревни: Буйки, Болтагузы, Хмылки, Хоневичи, Гонски, Яневичи, Континенты, Митиненты, Неверовичи, Селятки, Старлыги, Сурвилы, Сырмеж, а также застенки: Хотьки, Подселятки и Сивковщизну. В целом округ насчитывал в 1865 году 987 ревизорских душ отпускных крестьян и 7 крестьян государственных. Волость состояла из 3 сельских округов: Шеметовщизна, Островляны и Колодно. Волость насчитывала 359 дымов и 4 596 крестьян.
В имении (фольварке) имелся всего один дым и 99 жителей: 26 католиков и 73 еврея (в 1904 г. — 103 чел.). В 1862 году был построен винокуренный завод с паровым двигателем, производивший до 35 000 вёдер спирта в год. На заводе работало 10 человек. Здесь же были построены баня и прачечная. В имении был построен кирпичный завод, который обеспечивал нужды двора в кирпиче, дренажных трубах и декоративной плитке. Кроме того, имению принадлежали маслозавод, водяная мельница, 4 рыбных пруда, несколько озёр.
Имению принадлежало 8 784 моргов (1 морг — 5754,64 м²) земли, в том числе хорошие сосновые леса.
С 18 января 1877 года в Шеметово действовало ссудо-сберегательное товарищество, основанное стараниями Константина Скирмунта. В 1878 году незначительные вклады пайщиков выросли до размеров 200 862 р. 79 к. оборота. Причём пайщики получили прибыли 10,8 к. на каждый рубль. В 1879 году общество выдало кооператорам кредитов на сумму 128 096 руб., дивиденды составили 14 %, чистая прибыль — 4 631 руб. Стартовый капитал за три года возрос на 26 %. В 1880 году общество насчитывало 384 участников, 17 294 рублей серебром уставного капитала, 44 039 руб. — инвестированного и заимствованного.
В 1894 г. проектировалась железнодорожная ветка от Лынтуп до местечка Свирь (24 версты) и далее на Сморгонь, а в 1899 г. — линия от Лынтуп на Шеметово, Ижу до Молодечно.
Газета «Наша ніва» (№ 23) сообщала в 1914 году про эпидемию сибирской язвы в Шеметово: «СВЕНТЯНСКИЙ уезд. Во дворе Шеметово помещ. Скирмунта от карбункула (сибирская язва) погибли лошади и гибнут коровы, так же по деревням гибнет скот».

### Первая мировая война
В годы Первой мировой войны Шеметово года находилось на немецкой стороне линии фронта (с сентября 1915 года). Штаб немецкой 75-й резервной дивизии (генерал-лейтенанта фон Зейдвица) поначалу располагался в усадьбе Мокрица, однако уже в октябре 1915 года такая близость к фронту заставила его переместиться в усадьбу Шеметовщизна (немцы называли её коротко — Шемо), что в 2 км от деревни Шеметово. В Шемо также располагался штаб усиленной 9 кавалерийской дивизии.

Во время Нарочской наступательной операции российской армии в марте 1916 года в лесном лагере, возле господарского двора Шеметово, расположилась запасная немецкая 86 дивизия, переброшенная с южного фронта.
«31 марта ситуация настолько стабилизировалась, что измотанные 250-й и 251-й полки 75-й резервной дивизии могли быть отведены на пополнение. Они отошли далеко в тыл в лесной лагерь близ усадьбы Шеметово». — из книги: Резервный пехотный полк № 250 в Великой войне/ под. ред. доктора Вальтера Йэнекке, старшего лейтенанта запаса в резерве 22-го драгунского полка, полкового адъютанта 250-го резервного пехотного полка, доктора Курта Воса, лейтенанта запаса в резерве 40-го фузилерного полка, командира роты 250-го резервного пехотного полка. — Ганновер, 1929.
«1.4. полк был поставлен на отдых… В 3.30 утра, на рассвете, полк по размытым дорогам направился в „лесные лагеря“ к юго-востоку от имения Шемо. Между имением и фольварком Волчуны, в великолепном высоком лесу, в течение прошедших недель подтянутыми войсками были отстроены квартиры: лагеря Бисмарк, Мольтке и Роон — каждый для одного батальона… 2.4. началась служба по внутреннему распорядку: работы, починка дорог. Ещё во время летнего наступления мы получили представление о том, что такое русские дороги. Но то, что мы увидели теперь, не поддавалось никакому описанию. Дорога от имения к деревне Шеметово была покрыта полуметровым слоем грязи. То, что приходилось выносить бедным лошадям, было ужасно… Работы продолжались до 17.4.Теперь роты имели превышение штатной численности. Это позволило сформировать 13-ю роту численностью 240 человек под командованием капитана Гёттинга. Она должна была помогать в строительстве вокзала в Шемо. Полевая железная дорога, которая в Лынтупах имела выход на „отпускной экспресс“, в течение зимы была построена дальше и теперь доведена до Шемо. Предстояло построить необходимые разгрузочные площадки, склады и прочие здания». — из книги: Резервный пехотный полк № 251 на основании официальных документов из Имперского архива/ обработали капитан резерва в отставке Отто Майенборн, штудиен-директор в Дотмунд-Хёрде и лейтенант резерва в отставке Вальтер Гёбель, старший преподаватель для глухонемых в Хомберге, округ Кассель.
Сохранился снимок из фотоальбома 75-й резервной дивизии немецкого воинского кладбища в деревне Шеметово. На другой открытке изображён памятник солдатам 6-й роты 264-го резервного пехотного полка, погибших в июле 1916 года, на кладбище в Шеметово (из подписи на обратной стороне). В 1916 году в Шеметово приезжал немецкий орнитолог Г. Шалов для наблюдения за миграцией птиц.

### Польская Республика
Во времена Польши Скирмунты занимались промышленным разведением рыбы. Они построили большую систему искусственных прудов: 80 га было возле усадебного дома, 10 га в лесу и 80 га «на Путилихе» под Вишневом. Бригадиром по возведению прудов был Антон Юзефович Харевич. Пруды охранялись вооружёнными сторожами. Согласно воспоминаниям Мечислава Августиновича Герасима (1903—2004), уроженца Шеметова, в обязанности сторожа входила задача не только защищать добро от браконьеров, но и контролировать, как проходила подкормка рыбы батраками. Кормили рыбу горохом, который выращивали в имении или закупали у земледельцев, дробили его в специальной дробилке и два раза в неделю засыпали в месте жировки. Охранники также проводили отстрел хищных птиц: за каждые сданные в контору когти давали вознаграждение. Имелось также своё нерестилище, где разводили рыбу из малька. Малек карпа очень дорого стоил: один килограмм — 35-40 злотых, что было равнозначно стоимости 320 килограмм жита. Продавали рыбу в местечковых лавках Шеметово, Свири, Константиново, Михалишках, а также везли на конях в Свенцяны либо Вильно. Возили рыбу в специальных бочках, которые изготавливал носовичский бондарь Бакула. В большие бочки с рыбой наливали па 15 вёдер воды и на лошадях по 10-12 подвод в обозе за один рейс доставляли до пяти тонн рыбы. Самый большой сбыт был на Рождество (Кутью) и великий пост. Были два специальных небольших пруда, которые назывались магазинами. В них рыба удерживалась круглогодично (по 20 тонн в каждом). Сверху лежали толстые жерди, с которых потом вычерпывали нужное количество рыбы.
Один из сыновей пана — Ян, окончил сельскохозяйственную академию и руководил в имении хозяйственными работами. На землях пана Скирмунта была даже мелиорация, сделанная вручную. Второй сын — Эдвард — занимался прудами. Трудовой день в имении длился с 6 утра до 6 вечера, два часа — на обед.
В приусадебной оранжерее росли апельсины, абрикосы, виноград и другие южные культуры. В оранжерее был отдел и для внесезонного выращивания овощей и цветов. М. А. Герасим с 12 лет в оранжерее себе на хлеб зарабатывал.
Продукцию фруктового сада и ягодников частично вывозили на продажу, делали запасы на зиму и перерабатывали на вино. По воспоминаниям Марьи Юзефовны Раецкой, детям за сбор фруктов и ягод платили в день 50 грошей (5 килограммовых буханок хлеба), при этом разрешалось вдоволь наедаться.
В 1926 году польская коммунистическая газета «Независимый крестьянин» писала про тяжёлое положение крестьян в фольварке Скирмунта Шеметовской гмины Свенцянского уезда: «Люди во всем ему покорны, слушаются, а он над ними издевается самым жестоким образом».
Сохранилось описание 1939 года усадебного дома. Помещение при главном входе было разделено на три части. В одной из этих небольших комнат находилась канцелярия. Узорчатый паркет во всех помещениях был сделан с дубовых дощечек. Высокие, до потолка, печи были украшены древним кафелем. В салонах и столовой были камины с железными решётками для замыкания ручной работы. В одном салоне была обивка из зелёной ткани, во втором — из красной. Будуар был обит жёлто-золотистой тканью.
К междувоенному периоду уцелело немного из первоначального имущества. Сохранились единичные экземпляры мебели в стиле Людовика XV, Людовика XVI и ампир, бронзовые жирандоли и канделябры, каминные часы, представляющие 4 поры года, итальянская скульптура из белого мрамора «Человек с тернем». Уцелели несколько картин, в том числе полотно Юзефа Хелмонского «Куропатки» и другие, нарисованные маслом при Симоне Скирмунте с силуэтами в натуральную величину: «Агар в пуще», «Князь Михаил Глинский в заточении», «Слепой Милтан с дочерью и Пир». К тому времени уже отсутствовали две картины Матейки «Гремислава» и «Набожный Генрих, отправляющийся в легницкий поход», про которые упоминал Жиглинский. Зато в Шеметове сохранился комплект шахмат от Гелены Скирмунт, гравированных бронзой или посеребрённых. Причём фигуры были сделаны в одеждах времён Венской победы, а короли были в виде султана Мустафы и короля Яна ІІІ. Сохранились остатки корецкого, севрского и итальянского фарфора, серебра и хрусталя. Среди древних предметов была добытая под Веной турецкая сбруя для лошадей, что перед 1939 годом была передана в дар музею в Кракове. В коретной сохранилась до 1939 года необычных размеров карета на больших колёсах из ясеня, работы одной из старейших голландских фабрик. Во время путешествия в Варшаву или Петербург в её упряжке находилось восемь лошадей.
После Первой мировой войны в усадьбе сохранились семейные архивы Сулистровских и Скирмунтов, полностью уничтоженные уже во время Второй мировой войны.

### Вторая мировая война
Из воспоминаний советского активиста Б. И. Бакулы:
"В воскресенье, 17 сентября 1939 г., я с товарищами пошел в Шеметово. Собрались с парнями, разговариваем. Видим, идет Скирмунт. Подошел к нам, поздоровался. «Чтобы это могло случится? — думаем,- Всегда отворачивался, не хотел в нашу сторону смотреть, а тут здоровается». — Большевики границу перешли, — с грустным видом сообщил помещик.
Через несколько дней в Шеметово приехали представители Красной армии и провели собрание крестьян из близлежащих деревен. На этом собрании был избран волосной исполнительный комитет. Председателем был избран Б. И. Бакуло, секретарём — Иосиф Скакун. Исполком делил среди бедных крестьян имущество помещика и землю. Организовали завершение уборки урожая. Часть зерна сдали государству, а часть отдали крестьянам.
В новогоднюю ночь 1942 года усадебный дом в Шеметово был сожжён советскими партизанами из отряда Фёдора Маркова. Во время атаки погибли 19 мирных жителей, в том числе последняя хозяйка усадьбы Габриела Скирмунт, её дочь Лидия Габриела Карибут-Дашкевич, князь Юзеф (Иосиф) Друцкий-Любецкий и администратор имения Бочковский.
«Летом сорок третьего Марков решил выбить немцев из деревни Шеметово и избрал для атаки ночь. Успех боевой операции могла обеспечить тщательно организованная разведка. На опасное задание вышли трое и среди них Лейб Гражулис. Двигались разведчики на расстоянии 15-20 метров друг от друга. Внезапно напоролись на засаду. В завязавшемся неравном бою все погибли» — из воспоминаний уроженца города Свенцяны Переца Гражулиса .
Известны имена двух уроженцев Шеметова, которые принимали участие в освобождении европейских стран:
- Брилев Ананий Ульянович (1925 г.р.), 551 сп 49 сд, умер от ран 11.06.1945, место захоронения — г. Люблин, Польша
- Машало Владислав Иосифович — 4 пп АВП (погиб 02.1945), место захоронения неизвестно.

### Послевоенный период
В 1955 году вышла повесть «На прудах» Аркадия Чернышевича (в 1950—1954 гг. — директор Носовичской начальной школы, потом — Свирской), посвящённая окрестностям Шеметово.
Деревня Шеметово входила в состав Сырмежского сельсовета, с 23 мая 2013 года входит в состав Занарочского сельского совета.
Рыбопитомник «Шеметово» находится в хозяйственном ведении ГПУ "Национальный парк «Нарочанский». Пруды были переданы Национальному парку не только с целью разведения рыбы, но и для проведения научно-исследовательских работ, акклиматизации нетипичных для наших водоёмов видов рыбы, реакклиматизации исчезающих видов и т. д.
Всего насчитывается 22 пруда, из них: 6 выростных (в том числе 3 нагульных), 1 зимовальный, 3 живорыбных, 9 нерестовых и 3 пруда для маточного поголовья. Общая площадь прудов 45 га. Наибольшую территорию занимают нагульные пруды — 22 га. Самыми же маленькими считаются нерестовые, средняя площадь которых составляет 0,1 га.
Национальным парком проведена реконструкция инкубационного цеха, приобретено необходимое оборудование, что позволяет получать собственный посадочный материал ценных видов рыб (судак, белый амур, толстолобик и др.).
В настоящее время туристический отдел ГПУ "Национальный парк «Нарочанский» реализует рыболовные туры для всех любителей-рыболовов.
В Шеметово три раза приезжала Гелена Скирмунт вместе с другими потомками рода Скирмунтов. В 1939 году, с приходом Советов, малолетняя Гелена Скирмунт (впоследствии Пшчулковская) с матерью спрятались и уехали тайно в Польшу, жили в города Быдгощ. По информации краеведа Людмилы Ярмакович (Пацко), в настоящее время их уже нет в живых. У Гелены остались сын и дочь. 
С 2016 года в Шеметово ежегодно проводится международный музыкальный фестиваль «В Шеметово у Шостаковичей»..

## Памятники архитектуры

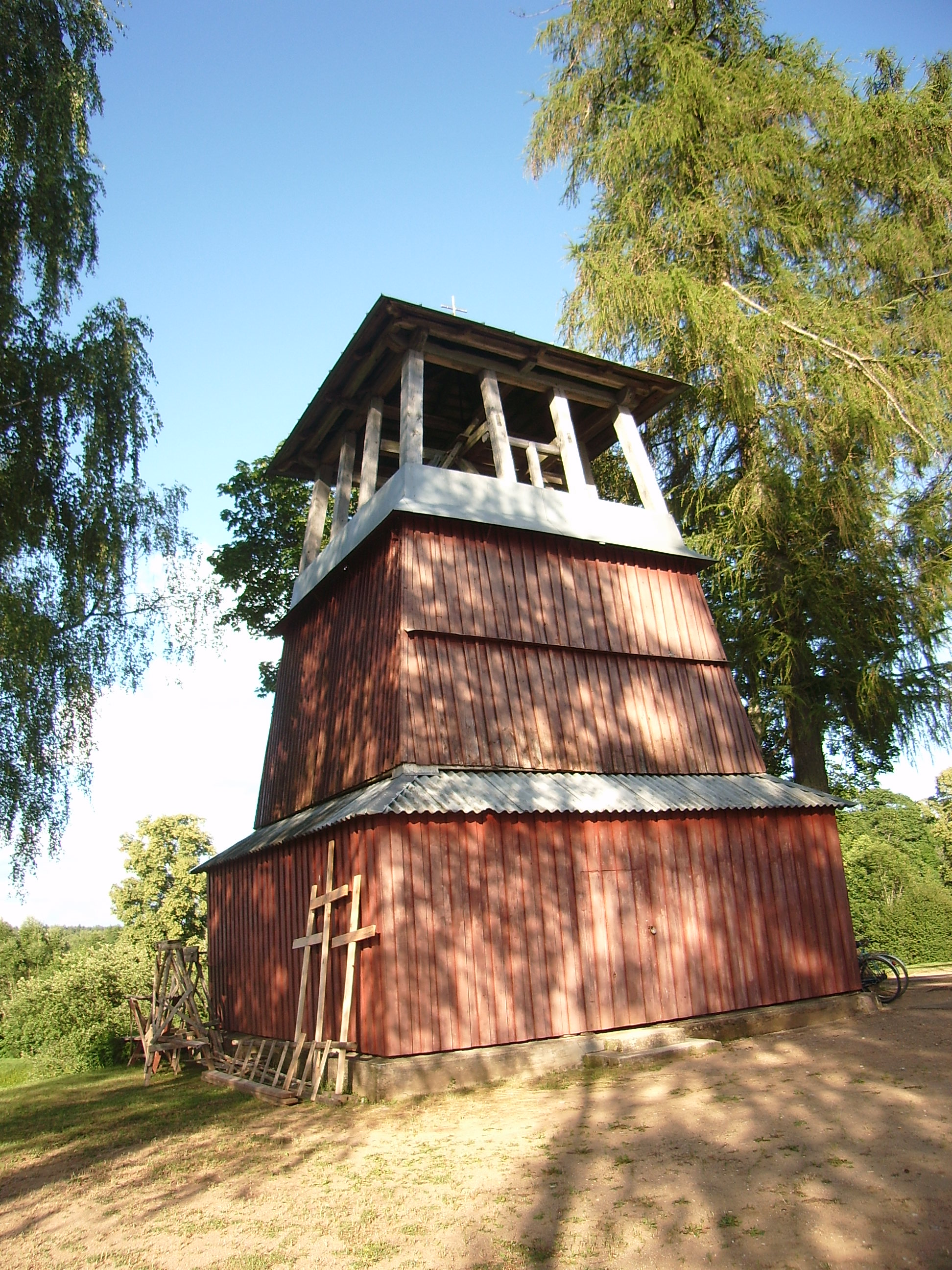
Деревянная колокольня костёла

- Костел Девы Марии Неустанной Помощи
- Усадебный дом. От усадебного дома Скирмунтов в настоящее время остались лишь основания колонн. Усадьбы была построена ориентировочно в 1770—1780 гг. Алоизом Сулистровским из лиственницы в барочных формах. В начале XIX века дом был перестроен в стиле классицизма. К широким фасадам пристроили портики. Усадебный дом был уничтожен во время пожара 1943 года.
- Винокуренный завод. Завод строился Болеславом Скирмунтом в начале XX в. От здания сохранились руины бокового кирпичного фасада и цокольного этажа из бутового камня. Среди других зданий подобного рода выделяется своей декоративной отделкой: полукруглые окна, поребрик, башенки.
- Кузница. Прямоугольное здание кузницы (21х8м) сложено из крупных колотых валунов. Углы, границы фронтонов, проёмы окон и дверей выложены кирпичом красного цвета[25].